# Тиллотсон, Нил
Нил Тиллотсон (англ. Neil Tillotson; 16 декабря 1898, Canaan, Вермонт — 17 октября 2001, Colebrook, Нью-Гэмпшир) — американский изобретатель и производитель латексных шаров и перчаток, основатель компании Tillotson Rubber; долгожитель.

## Биография
Родился 16 декабря 1898 года в местечке Canaan, штат Вермонт.
Учился в местной школе, затем окончил колледж Lowell Technical College (ныне Массачусетский университет в Лоуэлле).
Во время Первой мировой войны служил капралом в 7-м кавалерийском полку на границе США с Мексикой. В 1920-х годах Тиллотсон работал в компании Hood Rubber в качестве исследователя, потерял работу в результате Великой депрессии. От отчаяния он нашел способ экономично изготавливать воздушные шарики из латекса и основал в 1931 году собственную фирму Tillotson Rubber Company для их производства. Его шары имели не только традиционную круглую форму, но и другие, например, в виде кошачьей головы. В 1931 году, несмотря на депрессию, объём продаж его компании составил 85 000 долларов США (что эквивалентно 1,2 миллионам долларов США в 2009 году).
Во время Второй мировой войны правительство отправило Нила Тиллотсона в джунгли Колумбии, чтобы найти каучук для нужд промышленности.
После войны предприятие Тиллотсона было оснащено современным высокопроизводительным оборудованием, которое сделало возможным выпуск его изобретения 1960-х годов — латексные смотровые перчатки, подходящие для любой руки. В 1968 году Нил Тиллотсон стал соучредителем компании Tillotson Pearson Inc. вместе с Эвереттом Пирсоном (Everett Pearson), совладельцем Pearson Yachts; продал свои доли в компании в 1992 году.
Кроме того, в 1954 году Тиллотсон приобрёл гостиничный комплекс The Balsams Grand Resort Hotel в деревне Диксвилл-Нотч, штат Нью-Гэмпшир, где и жил до конца жизни. В собственной гостинице он в 1960 году открыл избирательный участок для избирателей, зарегистрированных в деревне, и до конца жизни на всех американских первичных и президентских выборах опускал в избирательную урну первый бюллетень; Тиллотсон был сторонником Республиканской партии. На избирательном участке в Диксвилл-Нотч были зарегистрированы всего несколько человек, а закон штата Нью-Гэмпшир позволяет открывать избирательные участки в полночь в день голосования и закрывать после того, как все зарегистрированные избиратели проголосовали; в силу этого участок в Диксвилл-Нотч на протяжении многих десятилетий неизменно оказывается первым в США избирательным участком, на котором подсчитаны и объявлены результаты голосования, и это систематически привлекает внимание прессы.
Он работал до июня 2001 года, когда перенес инсульт. Умер 17 октября 2001 года в больнице Upper Connecticut Valley Hospital города Colebrook, штат Нью-Гэмпшир. Был похоронен на кладбище Round Top Cemetery , где жил последние годы.

### Личная жизнь
Нил Тиллотсон был дважды женат. Первая жена — Эвелин Тиллотсон (был женат с 1922 года). Вторая жена — Луиза Тиллотсон (был женат с 1957 года).
У него было два сына — Рик и Том, а также две дочери — Нейла и Жанет.